# تسمية فرنسا

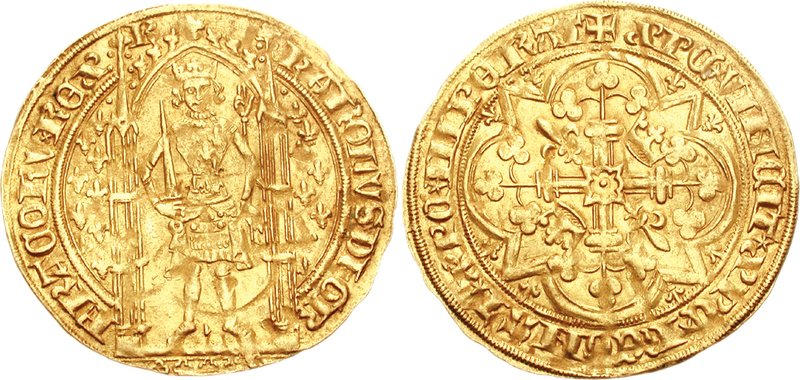
شارل الخامس فرنسا فرنك بييد

تسمية فَرنسا مشتقة من كلمة «فرانك» (بالفرنسية: franc)‏ أي فرنجة وهو شعب جرماني جاء من الشمال ليستقر في فَرنسا، استُعملت بعد سقوط روما لغاية العصور الوسطى للدلالة على البلاد التي فيها فَرنسا حاليا، بتتويج هيو كابيت ملك الفرنجة أشير إليها بمملكة فَرانسيا، ثم رسميا فَرنسا في عهد فيليب أغسطس. لا تزال معروفة فَرنسا لليوم.
تطبق أصلا إلى الفرنجة الإمبراطورية بأكملها، واسم «فَرنسا» يأتي من فَرنسا اللاتينية، أو «دولة الفرنجة». لا تزال فَرنسا الحديثة التي تسمى اليوم فَرانسيا باللغة الإيطالية والإسبانية، الفرنسية باللغة الألمانية وباللغة الهولندية، وكلها لها نفس المعنى التاريخي.
هناك نظريات مختلفة لأصل اسم فرانك. وبعد سوابق إدوارد جيبون ويعقوب غريم، وقد تم ربط اسم الفرنجة مع كلمة صريحة (مجاني) في اللغة الإنجليزية. فقد قيل أن معنى «الحرة» اعتمد لأنه بعد غزو بلاد الغال، وكانت فقط فرانكس خالية من الضرائب. هناك نظرية أخرى أنه مشتق من كلمة فرانكون بروتو الجرمانية، والتي تترجم إلى رمي الرمح أو انس بوصفها الفأس رمي الفرنجة كان يعرف باسم فرانسيسكا. ومع ذلك، فقد ثبت أن هذه الأسلحة كانت اسمه بسبب استخدامها من قبل الفرنجة، وليس العكس.

## اُنظر أيضًا
- قائمة أصول تسميات الدول.
- أصل تسمية هولندا.
- أصل تسمية ألمانيا.
- أصل تسمية إسبانيا.